# Медвежьевский сельсовет
Медвежьевский сельсове́т — упразднённые административно-территориальная единица и муниципальное образование со статусом сельского поселения в Варгашинском районе Курганской области Российской Федерации.
Административный центр — село Медвежье.

## История
В соответствии с Законом Курганской области от 6 июля 2004 года № 419 сельсовет наделён статусом сельского поселения.
Законом Курганской области от 20 сентября 2018 года N 108, был образован новый Южный сельсовет, в состав которого вошли все населённые пункты 5 упразднённых сельсоветов: Дубровинского, Дундинского, Медвежьевского, Спорновского и Строевского.

## Население
| 1926 | 1989 | 2002 | 2010 | 2012 | 2013 | 2014 |
| ---- | ---- | ---- | ---- | ---- | ---- | ---- |
| 2025 | ↘571 | ↘445 | ↘285 | ↘266 | ↘243 | ↗244 |
| 2015 | 2016 | 2017 | 2018 | 2019 |      |      |
| ↘230 | ↘222 | ↘202 | ↘201 | ↘190 |      |      |

## Состав сельского поселения
| № | Населённый пункт | Тип населённого пункта       | Население |
| - | ---------------- | ---------------------------- | --------- |
| 1 | Гагарье          | деревня                      | ↘36       |
| 2 | Корнилово        | деревня                      | ↘78       |
| 3 | Медвежье         | село, административный центр | ↘171      |